# Liman Anadyrski
Liman Anadyrski (ros. Анадырский лиман) – zatoka Morza Beringa, w azjatyckiej części Rosji; drugorzędna zatoka Zatoki Anadyrskiej
Leży pomiędzy Zatoką Onemen a Zatoką Anadyrską, od której oddzielona jest dwiema kosami; długość ok. 36 km, szerokość do 60 km; u zachodniego krańca leży miasto Anadyr.